# Konoe Iehisa
Konoe Iehisa (近衛 家久 1687 – 1737?) fue un kuge (cortesano) que actuó de regente durante la era Edo. Fue hijo del regente Konoe Iehiro.
Ocupó la posición de kanpaku del Emperador Nakamikado y del Emperador Sakuramachi entre 1726 y 1736.
Tuvo dos consortes: las hijas de Shimazu Tsunataka y Shimazu Yoshitaka, tercer y cuarto líder del Satsuma han respectivamente. Con la segunda tuvo un hijo, Konoe Uchisaki y dos hijas que fueron consortes de Tokugawa Munechika, noveno líder del Owari han, y Tokugawa Munetake, fundador de la familia Tayasu-Tokugawa.